# Фатиме Кимто
Фатиме Кимто (фр. Fatimé Kimto; ? — 15 мая 2015, Нджамена) — чадский политический деятель, борец за права женщин. Первая женщина в Чаде, занявшая пост министра.

## Биография
Фатиме Кимто родилась в южном Чаде в мусульманской семье. В 1982 году она впервые попала в состав Кабинета министров Чада получив портфель министра социальных дел и женщин. На этом посту она оставалась вплоть до 1984 года. Была членом политбюро Национального союза за независимость и революцию. С 1999 по 2001 год она занимала пост министра социальных действий и семьи. 2004 по 2005 год, а с 2005 по 2007 год она была министром государственной службы, труда и занятости.
Среди вопросов, которыми она занималась в правительстве, были вопросы, касающиеся труда и положения рабочих в Чаде, а также прав женщин в чадском обществе.
В 2000 году Фатиме Кимто сделала доклад в Генеральной Ассамблеи ООН.
Умерла Фатиме Кимто 15 мая 2015 года в Нджамене.